# Стивен Волфрам
Стивен Волфрам (29. август 1959, Лондон) је британски физичар, математичар, програмер, аутор и бизнисмен, познат по бројним радовима из подручја физике елементарних честица, математике, космологије, теорије сложености, као и по сајту Волфрам алфа.

## Биографија
Родитељи Стивена Волфрама су биле јеврејске избеглице које су из Вестфалије дошле у Енглеску 1933. године. Волфрамов отац, Хуго Волфрам је био писац романа, а мајка, Сибил Волфрам је предавала филозофију на Универзитету у Оксфорду. Волфрамов млађи брат је Конрад Волфрам.
Волфрам се школовао на колеџу у Итону. Са 16 година је објавио чланак о физици елементарних честица, а почео студирати на Оксфорду са 17. Написао је на широко цитирани документ о производњи кваркова већ са 18 година.